# Joanne Smith Finley
Joanne Smith Finley és una sinòloga, antropòloga i politòloga britànica, especialitzada en Estudis uigurs.
Treballa com a professora lectora d’Estudis Xinesos a la Universitat de Newcastle del Regne Unit.
Ha publicat al voltant de l’evolució identitària dels uigurs a Xianjiang; al nord-est de la Xina, i a la diàspora, així com les seves estratègies de resistència. És autora de The Art of Symbolic Resistance: Uyghur Identities and Uyghur-Han Relations in Contemporary Xinjiang (Brill Academic Publishing, 2013), i ha co-editat llibres per Routledge, entre d'altres publicacions. També ha investigat les mesures polítiques i de persecució infligides pel país com a terrorisme d’estat, les conseqüències de la protecció de l'Islam i el genocidi cultural dels uigurs a Xinjiang. En aquesta línia, la seva darrera publicació és «Tabula rasa Han settler colonialism and frontier genocide in “re-educated” Xinjiang»(HAU: Journal of Ethnographic Theory, 2022). És testimoni expert en casos d'asil uigur al Regne Unit, Europa, Estats Units i Canadà, i assessora a diverses organitzacions, departaments governamentals i think tanks. Col·labora amb mitjans internacionals com la revista Chinafile o Society+Space, amb periodistes investigadors, documentalistes i emissores de ràdio i televisió.